# 1565
سنة 1565 كانت سنة بسيطة تبدأ يوم الإثنين (الرابط يظهر نموذج التقويم الكامل للسنة) من التقويم اليولياني.

## أحداث
- تأسيس مدينة سان ميغيل دي توكومان وتقع حاليا في الأرجنتين.
- 11 مارس: تأسيس مدينة ريو دي جانيرو وتقع حاليا في البرازيل.
- حصار مالطا في الفترة ما بين 28 مايو و21 سبتمبر.

## مواليد
- هنري هدسون

## وفيات
- بيوس الرابع
- درغوث رئيس
- سيبريانو دو رور ملحن إيطالي
- سيمز علي باشا
- عبد الوهاب الشعراني
- غارسيا فيرنانديز فنان برتغالي
- يادكار محمد قازان
- يوهان فريدرش الثالث، دوق ساكسونيا